# Panneau sandwich
Pour les articles homonymes, voir Panneau et Sandwich (homonymie).

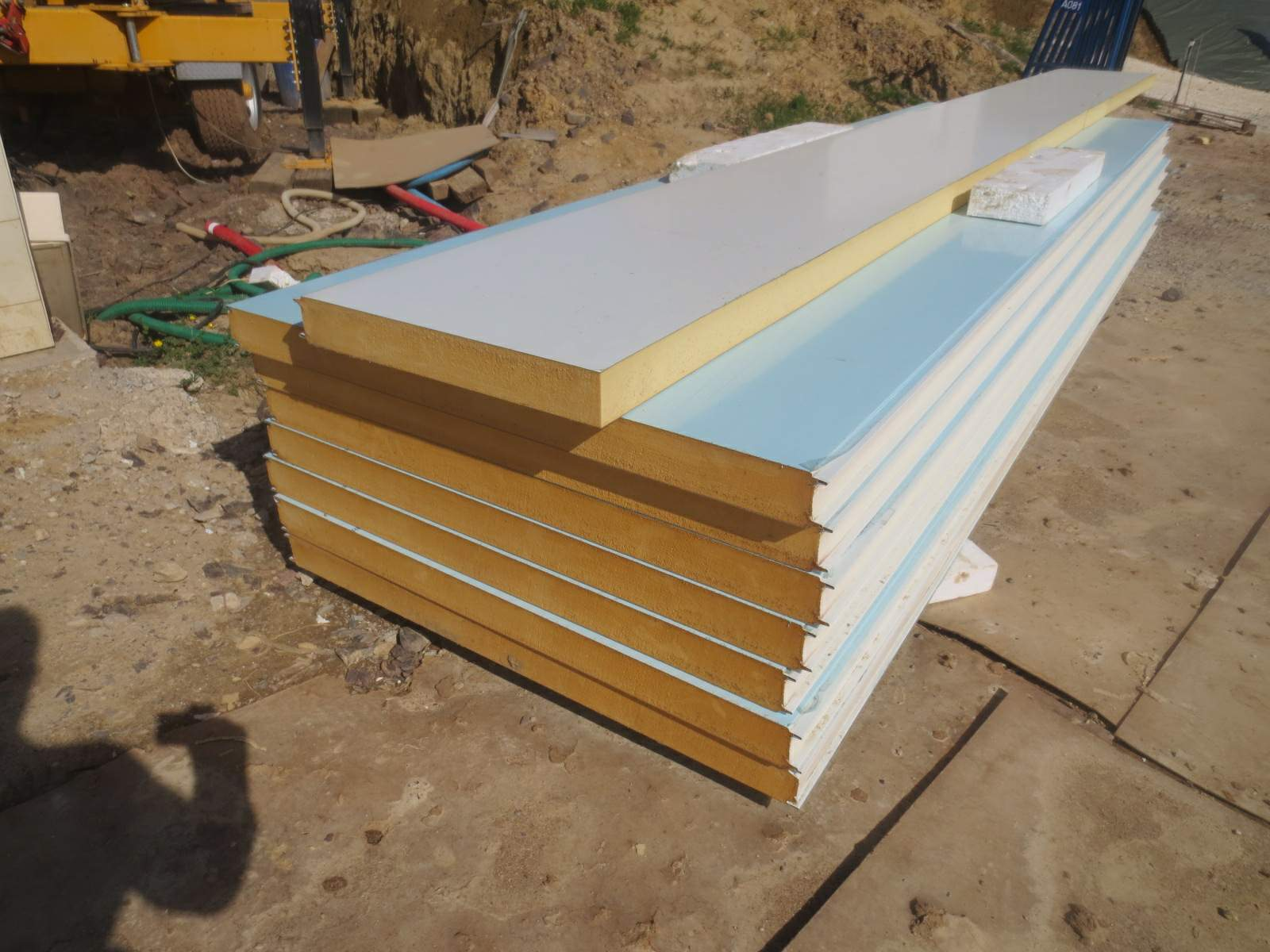
Panneau sandwich avec mousse de polyuréthane entre deux plaques d'aluminium, avec rainures d'auto-emboîtement.

Un panneau sandwich ou bardage double peau monobloc est une gamme de matériau de construction monobloc, constitué d'une couche de matériau isolant entre deux plaques de matériau profilé. Il est destiné à la construction / rénovation de façades, bardages et de toitures. Léger, robuste, économique, facile de montage par emboîtement, il offre selon la gamme diverses qualités de résistance des matériaux, isolation thermique, étanchéité, résistance au feu, isolation phonique et d’esthétique architecturale, etc.

## Caractéristiques
Éventuellement autoportant, les panneaux sandwich sont fabriqués avec des surfaces variables d'environ 1 m de hauteur jusqu'à 10 à 20 m de longueur et 30 à 200 mm d'épaisseur.

Exemple d'habitations innovantes en panneau sandwich
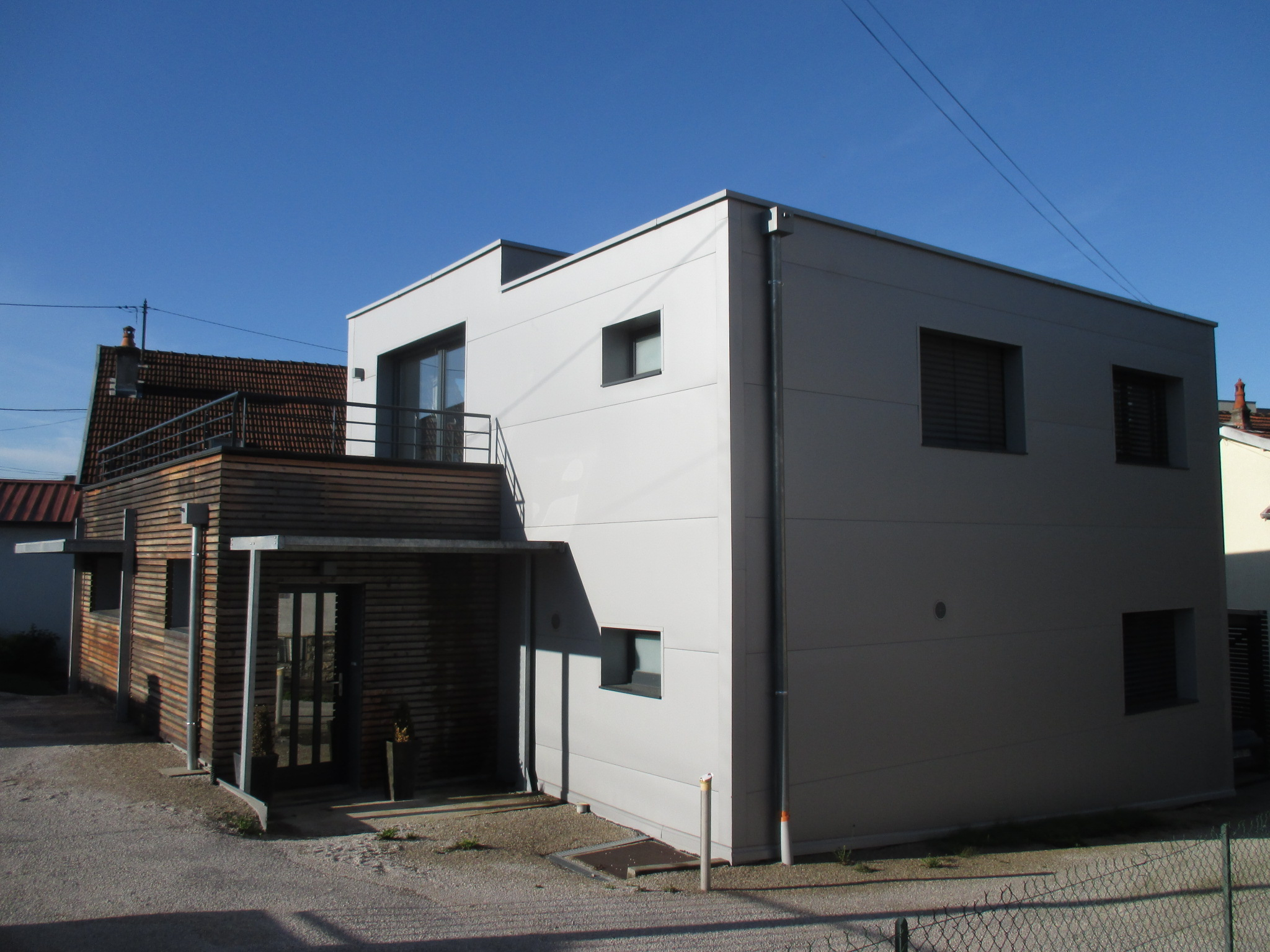
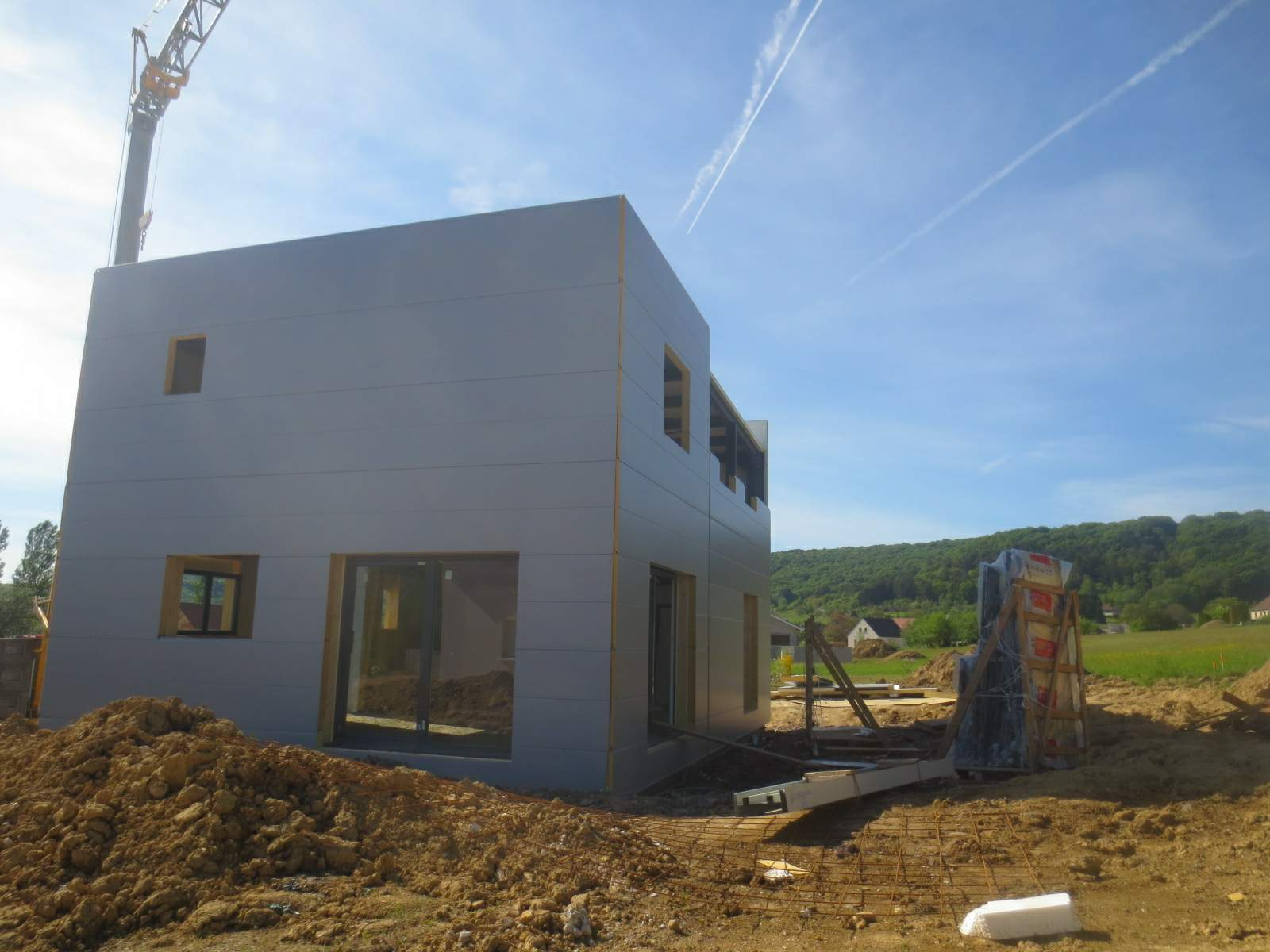
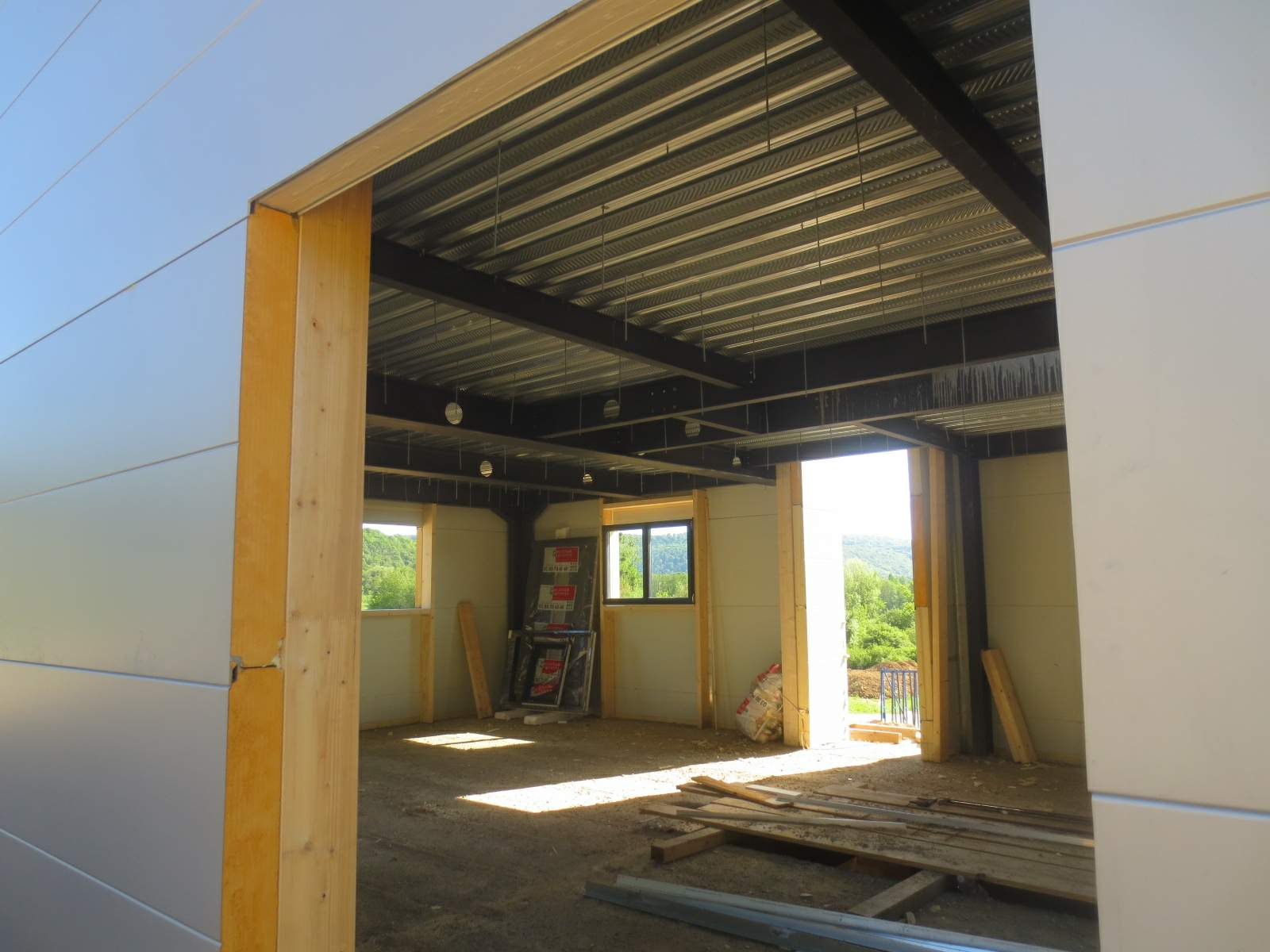
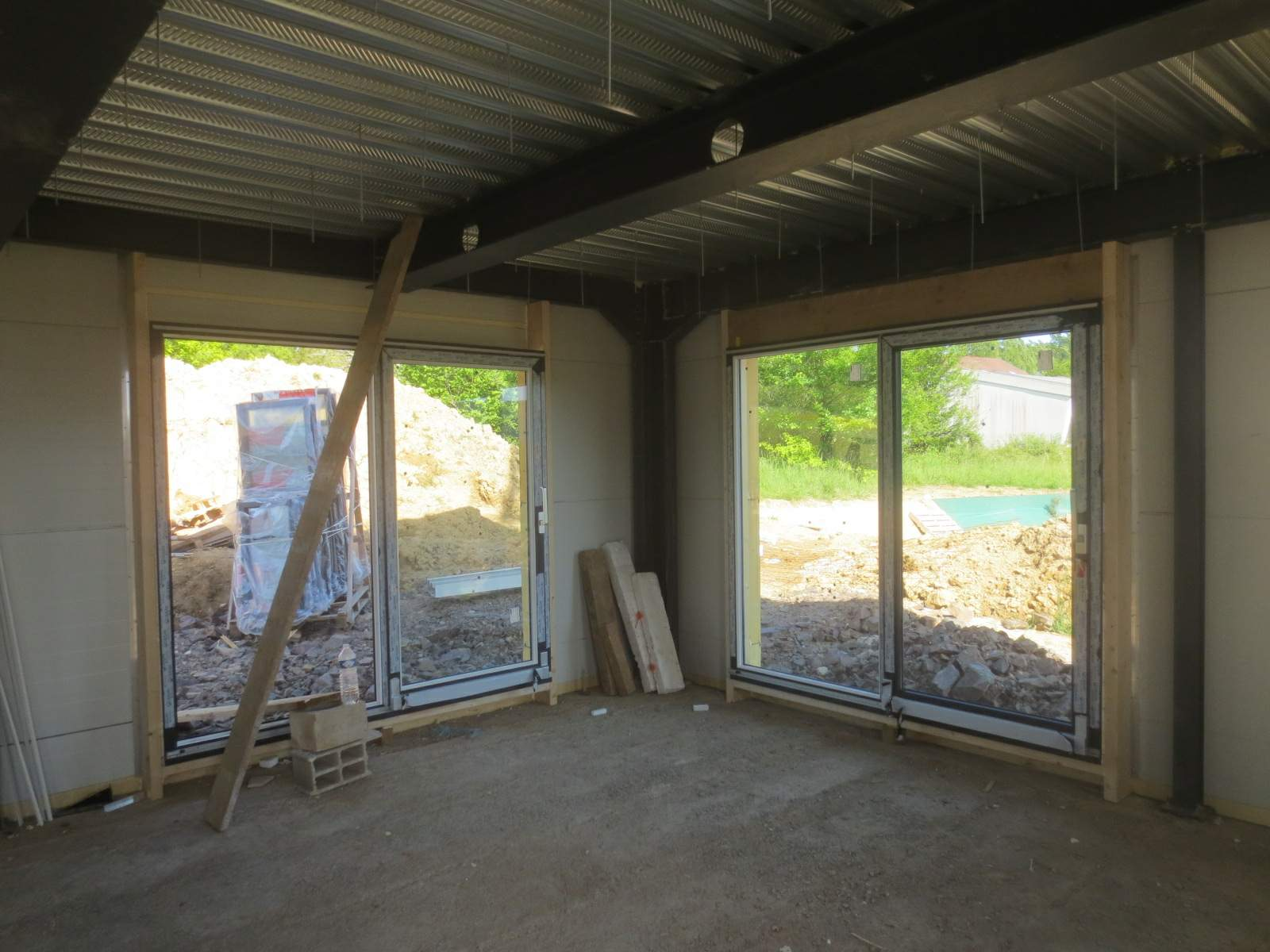

Ils sont assemblés par rainures et languettes facile de montage par auto-emboîtement, fixés par vissage sur structure charpente acier / aluminium / bois, et facile à découper et percer.

Exemple d'architecture industrielle en panneau sandwich
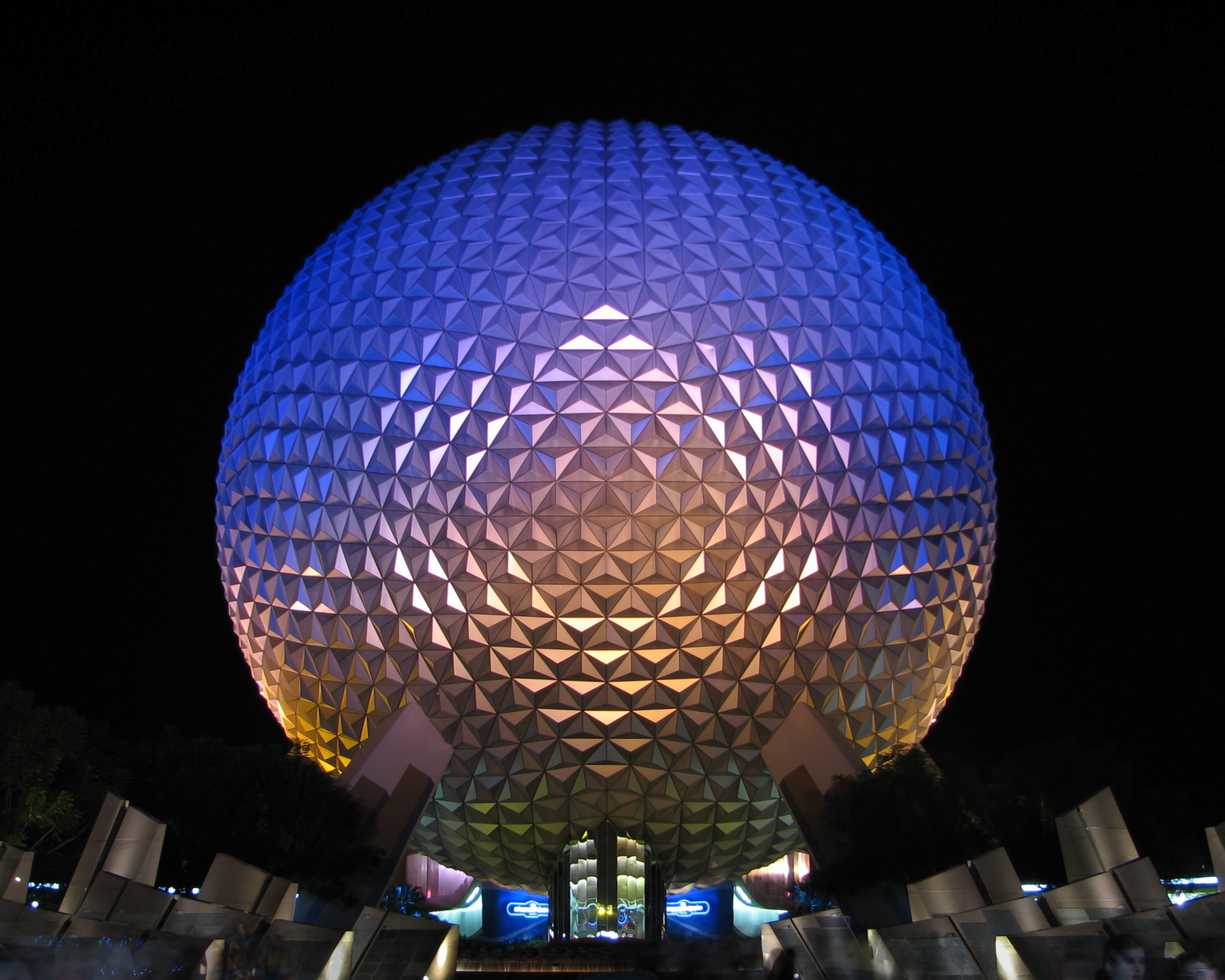
Dôme géodésique Spaceship Earth d'Epcot en Floride, composé de 11 324 tuiles.
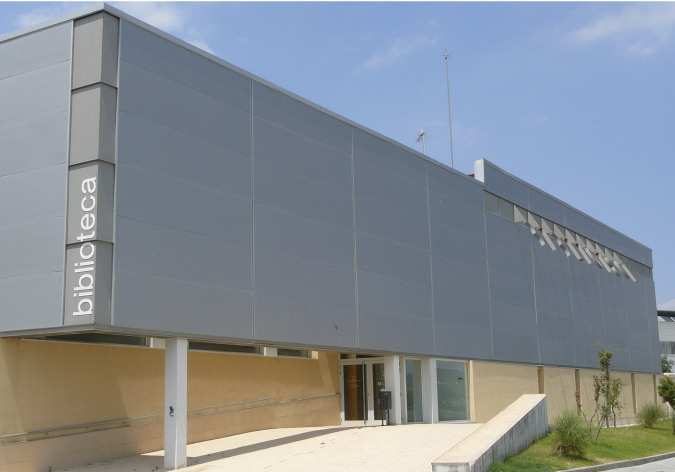
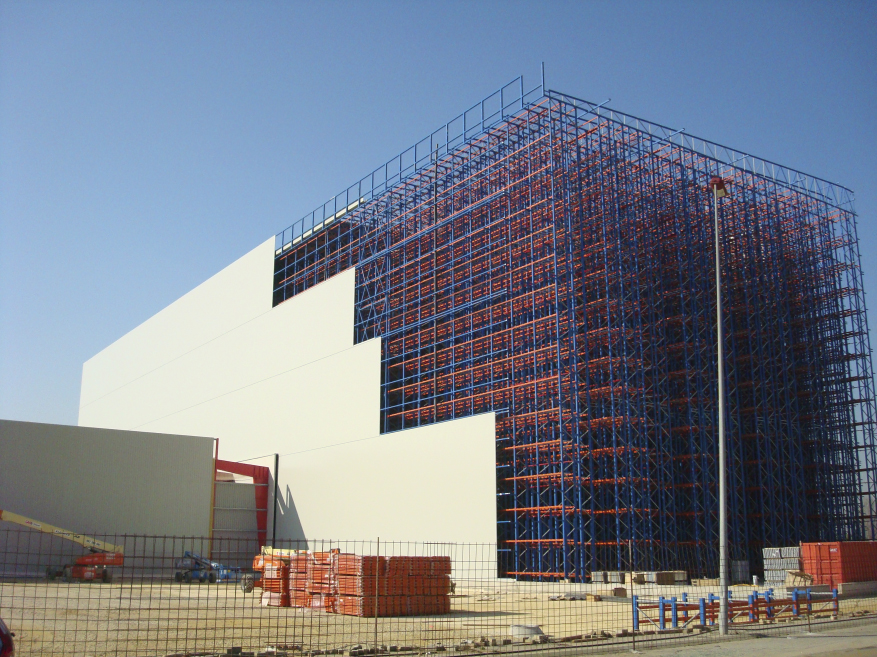
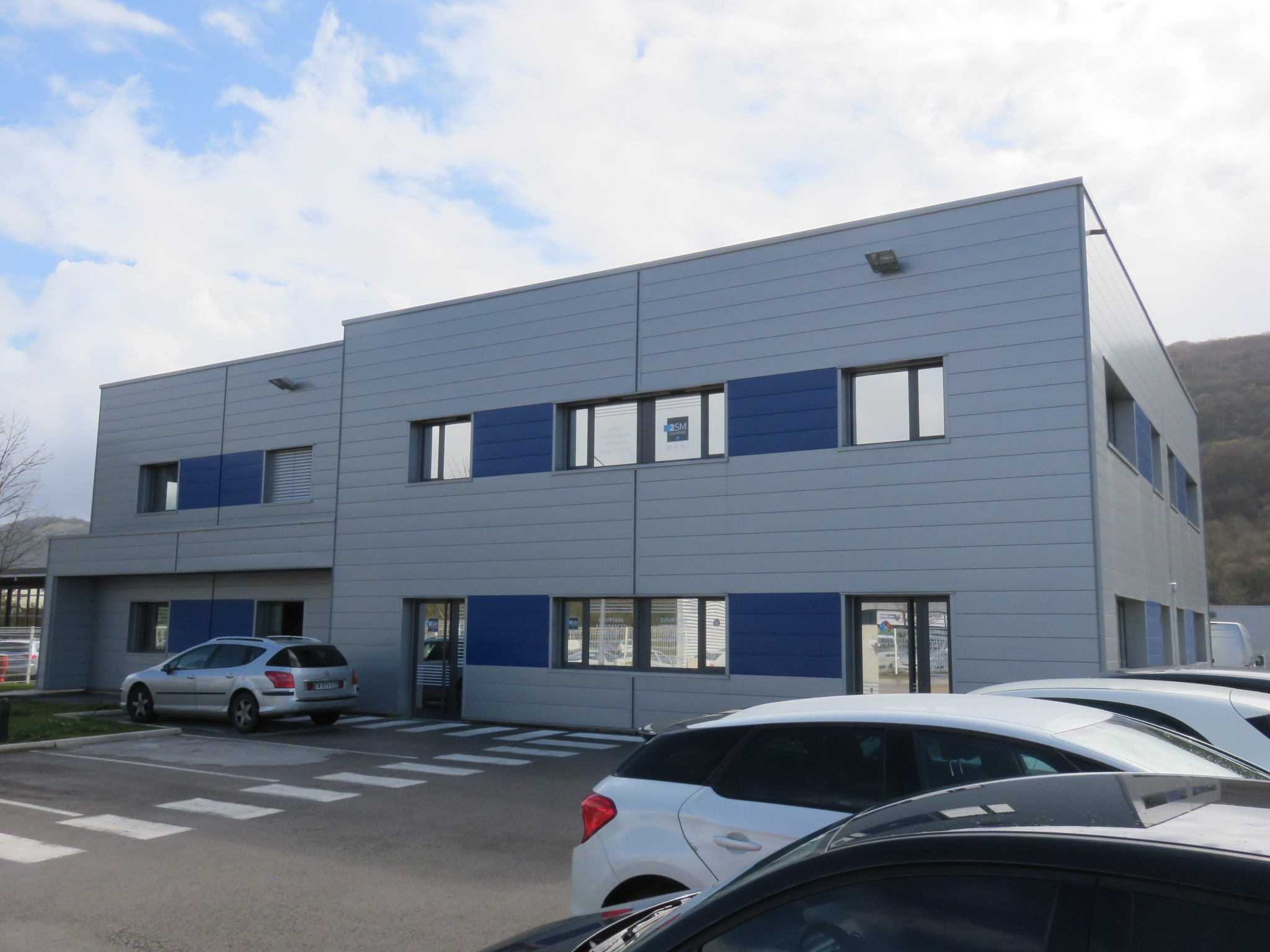
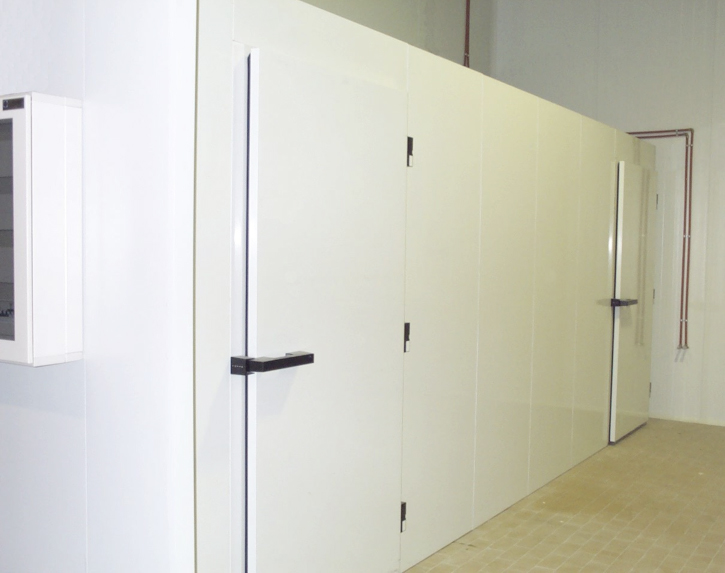
Chambre froide de l'industrie agroalimentaire, en panneau sandwich isolant

Ils peuvent être soumis à de nombreux agréments, réglementations et normes de qualité en vigueur selon les produits, fabricants et pays de commercialisation. Ils sont généralement constitués de :
- couches extérieures : deux panneaux profilés de 3 mm d'épaisseur environ, légers, robustes, avec divers hauts niveaux de résistance au climat, intempérie, eau, condensation, corrosion, feu, ultraviolet, en acier galvanisé, aluminium, tôle, contre-plaqué marine, fibre de verre, polyester, etc. ;
- revêtement / apparence / esthétique architecturale de finition de textures, couleurs extérieur divers : lisse, micro-nervuré, ligné, galvanisé, laqué, polyester, plastisol, PVDF, PVC, acier, aluminium, zinc, acier inoxydable , etc. ;
- couche d'isolant intérieur rigide d'environ 30 à 200 mm d'épaisseur, de haute performance mécanique et thermique en mousse de polyuréthane (PUR), polyisocyanurate (PIR), laine de roche, nid d'abeilles, etc.

Exemple d'échantillons de panneau sandwich
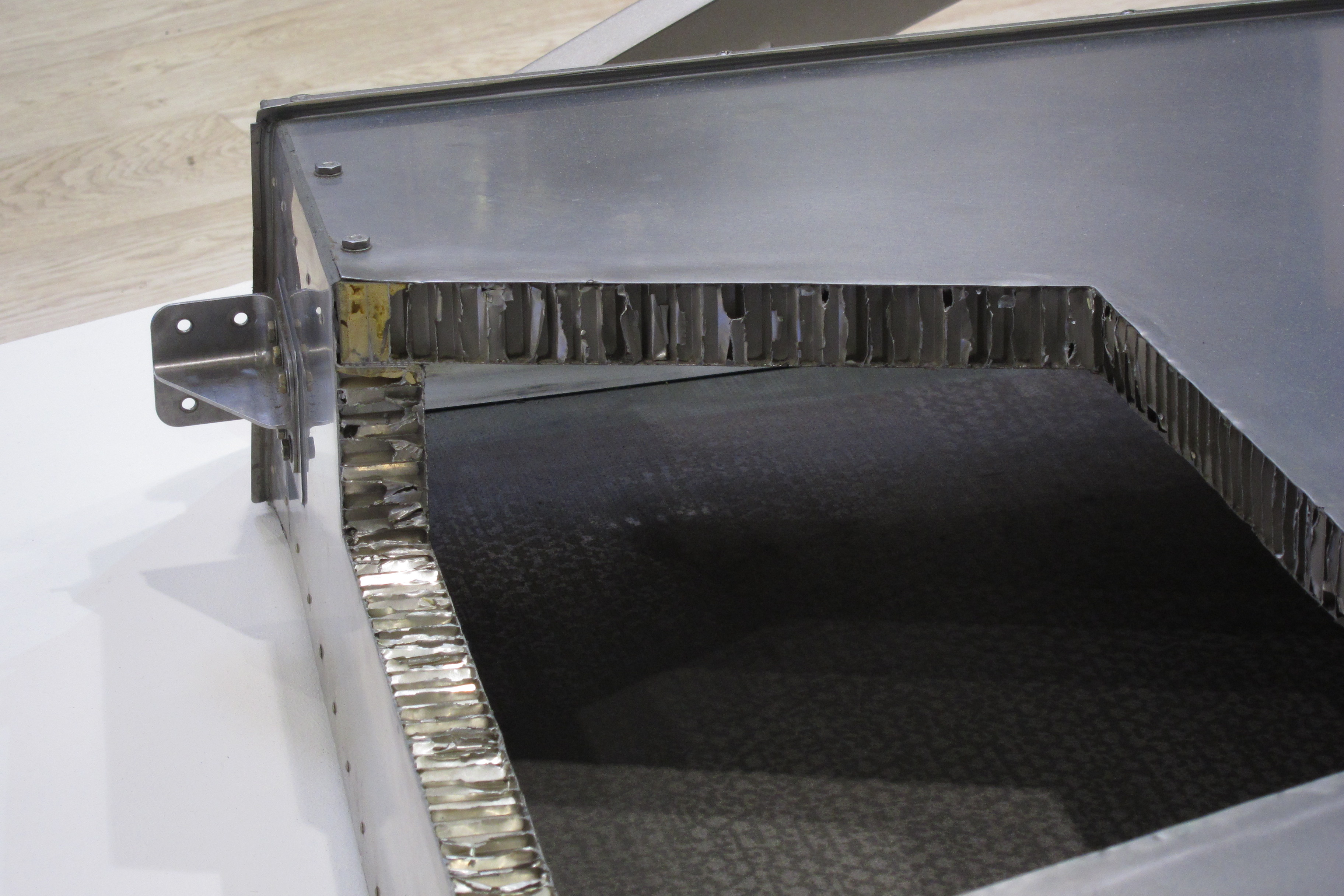
Panneau sandwich avec structure en nid d'abeilles
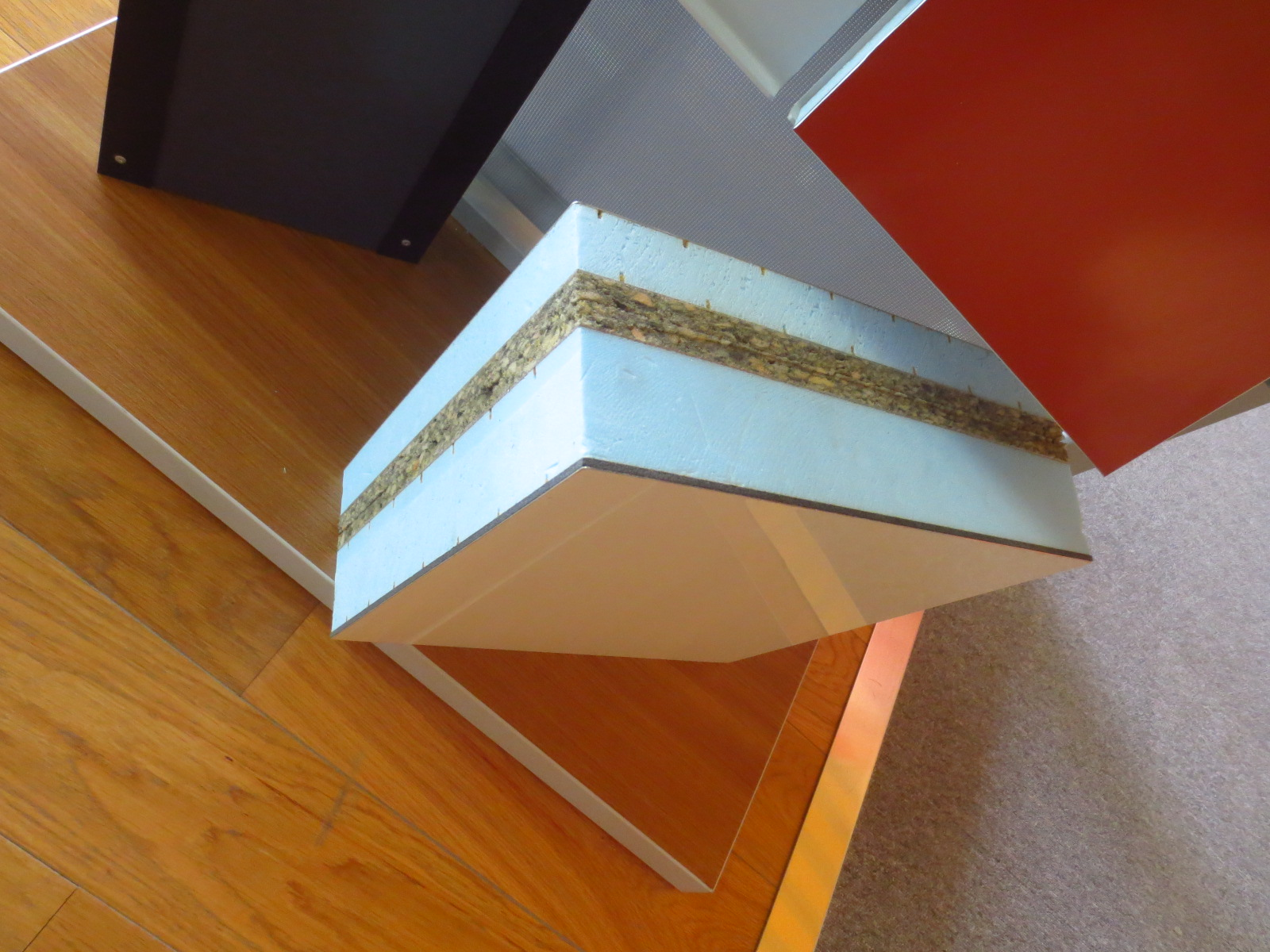
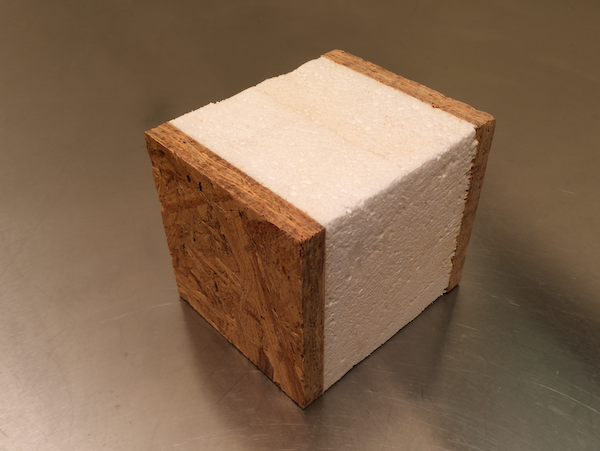
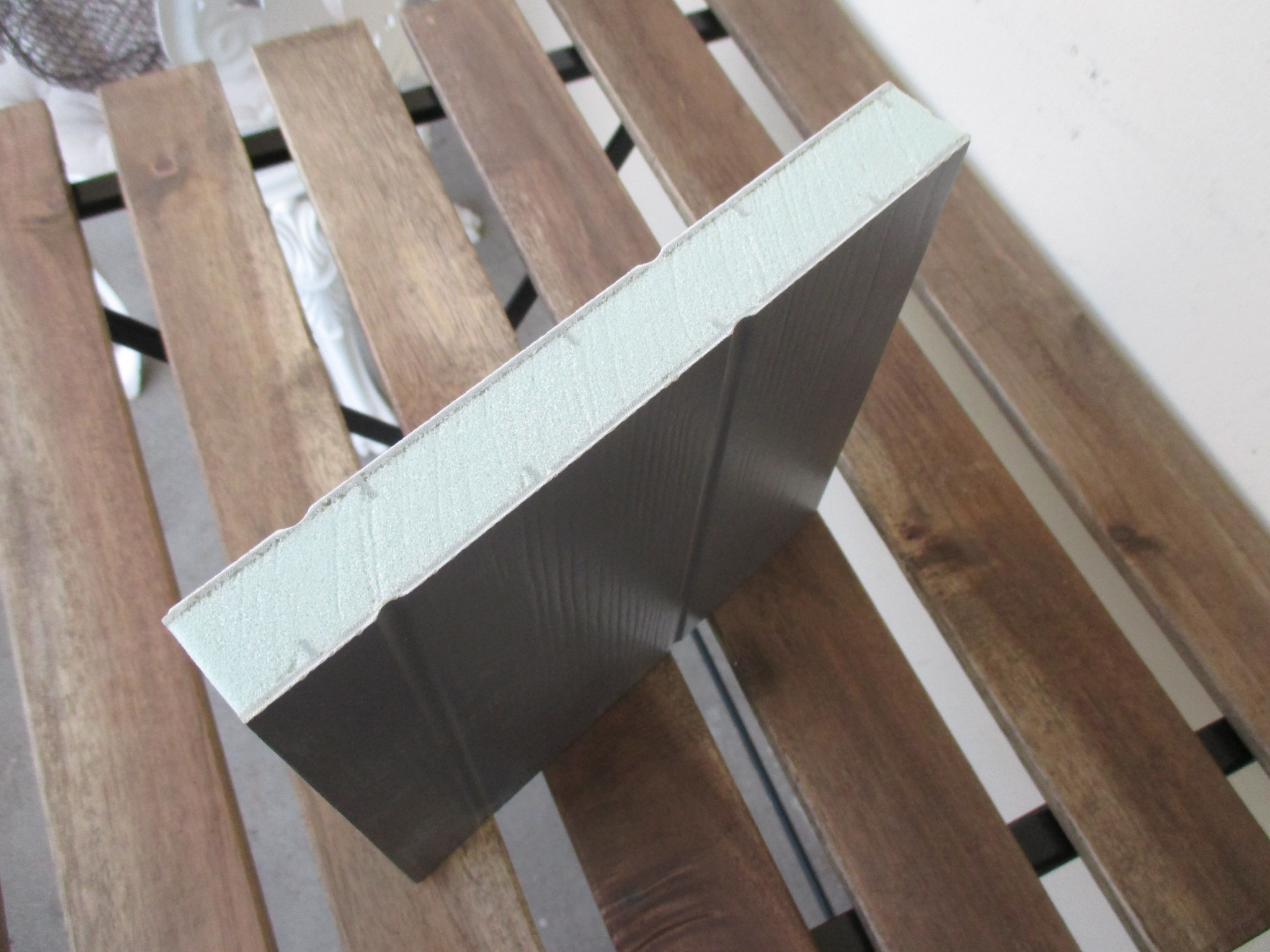
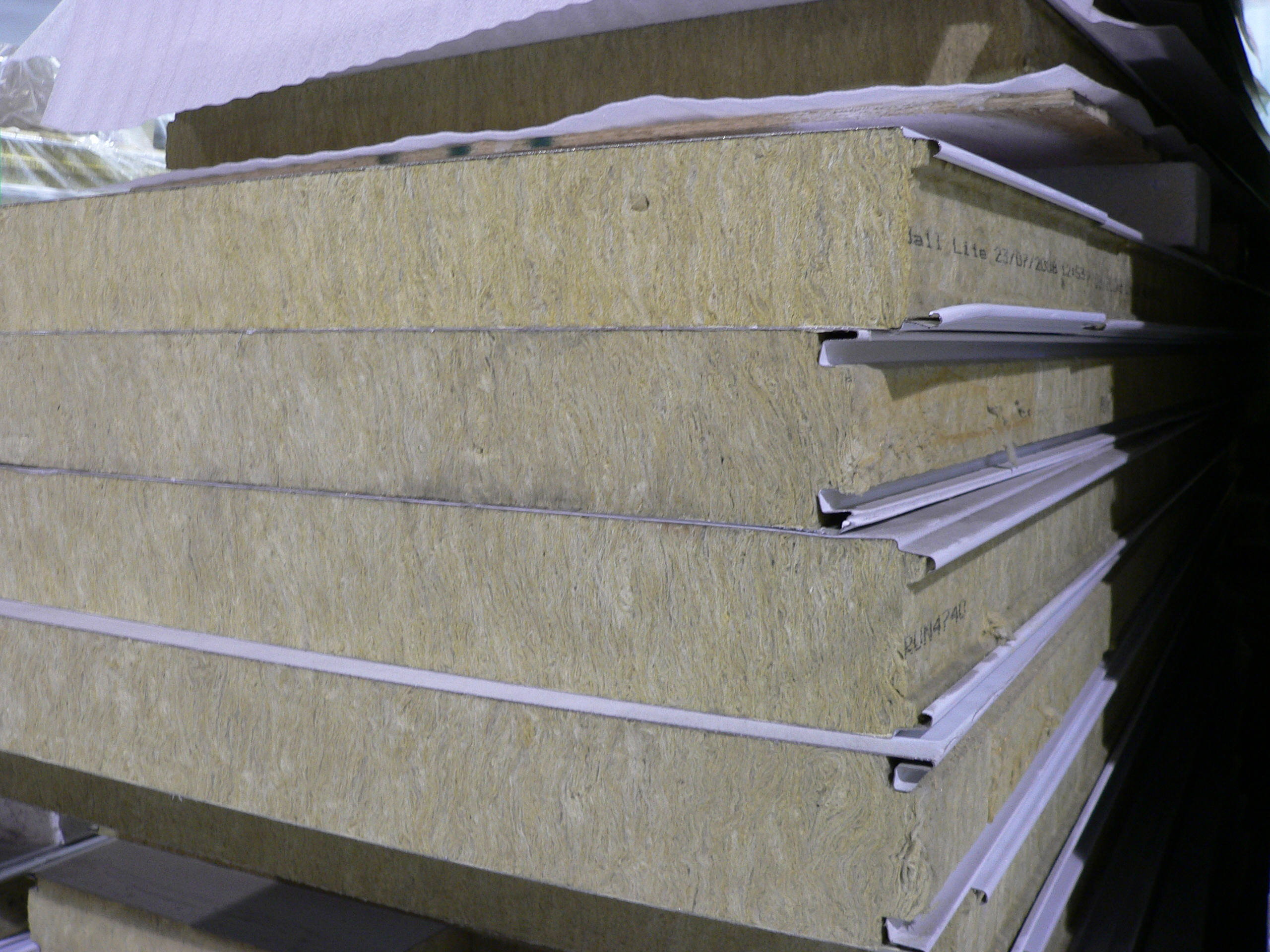